# پادشاهی بریتانیا
پادشاهی بریتانیا پادشاهی مشروطه بریتانیا و سرزمین‌های فرادریایی آن است. در این پادشاهی، عنوان فرمانروا برای مرد «شاه» و برای زن «ملکه» است. همچنین به همسر پادشاه نیز ملکه گفته می‌شود.
فرمانروای کنونی بریتانیا، چارلز سوم است که پس از مرگ مادرش (الیزابت دوم) در ۸ سپتامبر ۲۰۲۲ به پادشاهی رسید.
وینزور نام خانوادگی دودمان پادشاهی بریتانیا است. جرج پنجم، پدربزرگ الیزابت دوم، نام خانوادگی خود خاندان سکس-کوبرگ و گوتا را که دارای پیشینه آلمانی بود به ویندزور تغییر داد.
فرمانروا و خانواده نزدیک او وظایف گوناگون رسمی، تشریفاتی، دیپلماتیک و نیابتی را بر عهده دارند. از آن جا که پادشاهی مشروطه است، فرمانروا محدود به عملکردهای غیر حزبی همچون اعطای افتخارات و منصوب کردن نخست‌وزیر بریتانیا است. فرمانروا، بر پایه سنت، فرمانده کل نیروهای مسلح بریتانیا است. گرچه اقتدار کامل رسمی اجرایی بر حکومت بریتانیا همچنان از طریق امتیاز ویژهٔ پادشاهی فرمانروا اعمال می‌شود اما این قدرت‌ها تنها در سازگاری با قوانین مصوب مجلس عوام بریتانیا و در عمل، مقید بر عرف و رویه قضایی اعمال می‌شوند.
بریتانیا قانون اساسی مدون ندارد، و هیچگاه قانون اساسی نوشته نشده و ساختار سیاسی کشور بر پایه قوانینی است که مجلسین عوام و اعیان تصویب کرده‌اند و همچنین عرف و رویه‌ای که بر تصمیم‌گیری‌های سیاسی حاکم بوده‌است.

## اختیارات پادشاه یا ملکه
در بریتانیا، مقام سلطنت جنبهٔ تشریفاتی و نمادین دارد و اگرچه بسیاری از نهادهای حکومتی به نام پادشاه یا ملکه این کشور فعالیت می‌کنند، اما او دارای اختیارات اجرایی و در نتیجه، مسئولیت سیاسی نیست و تصمیمات حکومتی، حتی در مورد بسیاری از موضوع‌های مربوط به خاندان سلطنتی و نهاد سلطنت، به نام پادشاه یا ملکه اما توسط دولت، پارلمان و سایر نهادها اتخاذ و اجرا می‌شوند.
از آنجا که سنت‌ها و رسوم سیاسی ریشه در تاریخ گذشته این کشور دارد، پادشاه «به‌طور اسمی» از اختیارات گسترده‌ای برخوردار است که قرن‌ها پیش از این در دست پادشاهان این کشور متمرکز بود اما امروزه تقریباً تمامی این اختیارات عملاً به نهادهای انتخابی و تشکیلات منبعث از اراده مردم تفویض شده و تنها نام و برخی تشریفات مرتبط با آن‌ها برای پادشاه یا ملکه بریتانیا باقی مانده‌است. به خصوص پادشاه بریتانیا برخلاف اسلاف سده‌های پیشین خود، حق موضع‌گیری و اظهارنظر سیاسی و دخالت در امور حکومتی را به هیچ عنوان ندارد. از جمله این اختیارات تشریفاتی و اسمی می‌توان به ریاست کشور، فرماندهی کل نیروهای مسلح و تأیید قوانین مصوب پارلمان و همچنین ریاست عالیه بر کلیسای انگلیکن اشاره کرد. در عمل، ریاست دولت و فرماندهی کل نیروهای مسلح به نخست‌وزیر سپرده می‌شود و طی حدود سیصد سال گذشته، فرمانروایان بریتانیا هیچگاه از امضای مصوبات پارلمان خودداری نکرده‌اند. کلیسای انگلیکن نیز خود دارای تشکیلاتی برای تعیین مقامات ارشد و همچنین اداره امور خویش است هر چند موقعیت پادشاه به‌عنوان «مدافع مذهب» در تشریفات کلیسایی همچنان محفوظ است.
چارلز سوم علاوه بر ریاست کشور بریتانیا، رئیس تعداد دیگری از کشورها نیز بوده که عموماً زمانی مستعمره بریتانیا بودند. سلطنت او بر بعضی از این کشورها، مانند پاکستان، سیلان، نیجریه، سیرالئون، جامائیکا، مالاوی و چند کشور دیگر چند سال به طول انجامید و این کشورها بعداً تصمیم گرفتند ریاست کشور را به نهادهای داخلی منتقل کنند. در برخی دیگر، این ترتیبات همچنان برجاست و در حال حاضر، چارلز سوم علاوه بر بریتانیا، ریاست پانزده کشور دیگر را نیز در اختیار دارد اما وظایف سلطنت در این کشورها توسط فرمانداران کل به نمایندگی از سوی او ایفا می‌شود. فرمانداران کل معمولاً به پیشنهاد دولت محلی و تصویب پادشاه به این سمت منصوب می‌شوند. چارلز سوم همچنین رئیس اتحادیه کشورهای همسود متشکل از ۵۲ کشور است.
در شرایط عادی، که کمابیش طی چند سده اخیر به خصوص پس از نیمه قرن نوزدهم در بریتانیا حکم‌فرما بوده‌است، وظایف اصلی پادشاه عبارتست از ارائه مشورت به نخست‌وزیر، توصیه سیاست‌ها به نخست‌وزیر بدون حق پافشاری بر اتخاذ آنها و هشدار در مورد اشتباهات احتمالی. نخست‌وزیر بریتانیا هفته‌ای یک بار با پادشاه دیدار خصوصی دارد و اسناد و گزارش‌های دولتی هم به‌طور روزانه برای پادشاه ارسال می‌شود هر چند او حق افشا، گفتگو یا اظهارنظر دربارهٔ محتوای آنها را ندارد.
او تنها کسی است که در بریتانیا می‌تواند بدون داشتن گواهی‌نامه رانندگی یا پلاک ثبت‌شده رانندگی کند.

#### برخی از اختیارات خاص پادشاه:[۶]
- برای تصویب رسیدن هر لایحه یا مصوبه‌ای در مجلس عوام یا مجلس اعیان انگلیس و به قانون تبدیل شدن آن، پادشاه باید آن را به عنوان آخرین نفر امضا کند. البته پادشاه معمولاً با قوانینی که مجلس تصویب کند، مخالفت نمی‌کند. آخرین پادشاهی که از امضای یک قانون امتناع کرد، «ملکه آن» (آخرین پادشاه خاندان استوارت) در سال ۱۷۰۸ میلادی بود.
- معمولاً اختیار تشکیل دولت در انگلیس به رهبر حزب پیروز در انتخابات پارلمانی این کشور واگذار می‌شود اما چنانچه حزب پیروز اکثریت قاطع کرسی‌های پارلمان را به دست نیاورده باشد، پادشاه می‌تواند، رهبر یکی دیگر از احزاب راه‌یافته را مأمور تشکیل دولت کند.
- پادشاه القابی مانند شوالیه، سر، دوک و … در اختیار دارد که به‌طور سنتی می‌تواند آنها را به اشخاصی که از نظر او خدمت مؤثری به کشور انجام داده‌اند اعطا کند که شاید به یادماندنی‌ترین آنها اعطای لقب «سر» به الکس فرگوسن مربی سابق تیم فوتبال منچستریونایتد باشد که پس از پیروزی همزمان در جام حذفی و لیگ برتر انگلیس و فتح مسابقات جام قهرمانی باشگاه‌های اروپا مستحق دریافت این عنوان شناخته شد.
- پادشاه انگلیس به‌طور همزمان عالی‌ترین مقام استرالیا نیز محسوب می‌شود و به همین دلیل، از اختیار کامل برکناری دولت آن برخوردار است؛ همانگونه که در سال ۱۹۷۵ نیز نماینده وقت ملکه در استرالیا نخست‌وزیر این کشور را به دلیل تعطیل کردن دولت از مقام خود عزل و فرد دیگری را برای تشکیل دولت منصوب کرد. وی همچنین پارلمان استرالیا را نیز برای برگزاری انتخابات زودهنگام، منحل اعلام کرد.
- پادشاه بریتانیا قانوناً فرمانده کل نیروهای مسلح است، می‌تواند اعلام جنگ کند، به جنگ پایان دهد و پیمان صلح ببندد. پادشاه می‌تواند نخست‌وزیر را برکنار کند و ریاست دولت را به فرد دیگری واگذارد، یا می‌تواند مجلس را به حال تعلیق دربیاورد یا اصلاً منحل کند.[۳]

#### پادشاه از برخی حقوق شهروندان عادی محروم است:[۳]
- حق رأی دادن ندارد.
- حق هیچ‌گونه اظهارنظر سیاسی ندارد.
- با اینکه زمینی که مجلسین بریتانیا در آن ساخته شده‌اند متعلق به اوست، در مجلس عوام حق نشستن ندارد.
- او در آغاز هر سال کاری پارلمان برای سخنرانی و توصیه به نمایندگان به مجلس می‌رود اما حق ندارد متن سخنرانی‌اش را خودش بنویسد.
- شهادت پادشاه در دادگاه پذیرفته نیست و او حق اجاره کردن ملک از شهروندان کشورش را ندارد.